# Ingela Edlund
Kerstin Ingela Elisabeth Edlund, född 12 november 1960 i Stockholm, är en facklig företrädare. Hon är andre vice ordförande i LO. Hon är utbildad danspedagog och arbetade på posten innan hon blev fackligt aktiv 1982. Inom LO ansvarar Edlund för den tvärfackliga verksamheten.